# الكيمياء الاوربية
قالب:ترجو آلية
الجمعية الكيميائية الأوروبية (EuChemS) هي منظمة أوروبية غير ربحية تعمل على تعزيز التعاون بين الجمعيات العلمية والتقنية غير الهادفة للربح في مجال الكيمياء  
مقرها في بروكسل ، بلجيكا ، تولت الجمعية دور ومسؤوليات اتحاد الجمعيات الكيميائية الأوروبية والمؤسسات المهنية (FECS) الذي تأسس عام 1970. وتضم حاليًا 50 جمعية عضوًا وأعضاء داعمين بالإضافة إلى 19 قسمًا وفريق عمل وهي تمثل أكثر من 160 ألف كيميائي من أكثر من 30 دولة في أوروبا. 
في 3 أكتوبر 2019 ، صوتت الجمعية العامة لـ EuChemS على فلوريس روتجيس من جامعة رادبود لمنصب الرئيس المنتخب لـ EuChemS. بدأت فترة ولايته كرئيس في يناير 2021. نينيتا هراستل هي الأمينة العامة و بيلار جويا لازا ، أستاذة أبحاث في المجلس الوطني الإسباني للبحوث (CSIC) ، هي نائب رئيس EuChemS.

## الأهداف والوظيفة
الجمعية الكيميائية الأوروبية لها هدفان رئيسيان. من خلال الجمع بين الجمعيات الكيميائية الوطنية من جميع أنحاء أوروبا ، تهدف إلى تعزيز مجتمع من العلماء من مختلف البلدان وتوفير الفرص لهم لتبادل الأفكار والتواصل والتعاون في مشاريع العمل وتطوير شبكاتهم. تعتمد EuChemS بدورها على معرفة هذا المجتمع لتقديم مشورة علمية سليمة لواضعي السياسات على المستوى الأوروبي ، من أجل إعلام عملهم في صنع القرار بشكل أفضل. EuChemS هي جهة رسمية معتمدة من الوكالة الأوروبية لسلامة الأغذية (EFSA) والوكالة الكيميائية الأوروبية (ECHA). تعتمد EuChemS أيضًا على الاتصال العلمي الجيد لإعلام المواطنين وصناع القرار والعلماء بشكل أفضل بأحدث التطورات البحثية في العلوم الكيميائية ، ودورها في معالجة التحديات الاجتماعية والبيئية والاقتصادية الرئيسية.
نظرًا لأن مجال الكيمياء واسع بشكل خاص مع العديد من التخصصات المختلفة داخله و تقدم EuChemS المشورة والمعرفة حول مجموعة واسعة من الموضوعات بما في ذلك:
- برامج إطار عمل البحث في الاتحاد الأوروبي ، مثل Horizon 2020 وHorizon Europe
- العلوم المفتوحة
- التعليم و STEM
- القضايا البيئية وتغير المناخ
- الاقتصاد الدائري
- طاقة متجددة
- سلامة الغذاء
- محو الأمية العلمية
- صحة
- الأخلاق والنزاهة العلمية
- التراث الثقافي
- السلامة الكيميائية والنووية

EuChemS هي إحدى الدول الموقعة على سجل الشفافية في الاتحاد الأوروبي. رقم السجل: 03492856440-03.

## الأقسام وفرق العمل
الأقسام العلمية وفرق العمل في EuChemS هي شبكات في مجالات خبرتها الخاصة وتعزز التعاون مع المنظمات الأوروبية والدولية الأخرى. وينظمون مؤتمرات علمية عالية الجودة في العلوم الكيميائية والجزيئية ومجالات متعددة التخصصات. 
| - Division of Analytical Chemistry - Division of Chemical Education - Division of Chemistry and the Environment - Division of Chemistry in Life Sciences - Division of Computational Chemistry - Division of Food Chemistry - Division of Green and Sustainable Chemistry - Division of Inorganic Chemistry - Division of Nuclear and Radiochemistry | - Division of Organic Chemistry - Division of Organometallic Chemistry - Division of Physical Chemistry - Division of Solid State Chemistry - Division of Chemistry and Energy - Working Party on Chemistry for Cultural Heritage - Working party on Ethics in Chemistry - Working Party on the History of Chemistry |

</br>شبكة الكيميائيين الشباب الأوروبيين (والمختصرة إلى EYCN) هي قسم الأعضاء الأصغر سنًا في EuChemS. 

## الأحداث
تنظم EuChemS مجموعة متنوعة من الأحداث المختلفة ، بما في ذلك ورش العمل السياسية مع المؤسسات الأوروبية ، والمؤتمرات الأكاديمية المتخصصة ، وبالإضافة إلى مؤتمر الكيمياء EuChemS (ECC) الذي يعقد مرة كل سنتين. وكانت هناك 7 مؤتمرات حتى الآن منذ الأول في عام 2006 ، الذي عقد في بودابستو المجر.
انعقدت المؤتمرات في: تورين و إيطاليا (2008) ؛ نورمبرج ، ألمانيا (2010) ؛ براغ ، التشيك (2012) ؛ اسطنبول ، تركيا (2014) . إشبيلية ، إسبانيا (2016) ؛ ليفربول ، المملكة المتحدة (2018). ومن المقرر عقد دورات ECC التالية في لشبونة بالبرتغال في عام 2022، وفي دبلن بأيرلندا في عام 2024. عادة ما تجتذب مراكز علاج الطوارئ حوالي 2000 كيميائي من أكثر من 50 دولة في جميع أنحاء العالم.

## الجوائز
تقترح EuChemS العديد من الجوائز بما في ذلك جائزة الميدالية الذهبية للكيمياء الأوروبية ، التي مُنحت في عام 2018 للحائز على جائزة نوبل برنارد فيرينجا وفي عام 2020 لميشيل بارينيلو ؛ جائزة EuChemS للخدمة ؛ جائزة محاضرة EuChemS ؛ جائزة الكيميائيين الشباب الأوروبيين ؛ جائزة EuChemS EUCYS ؛ جائزة المعالم التاريخية EuChemS ، بالإضافة إلى العديد من جوائز الأقسام.
نفذت EuChemS في عام 2020 مخطط زمالة مؤتمر الكيمياء EuChemS. الهدف من برنامج زمالة EuChemS هو دعم الباحثين المهنيين الأوائل , (طلاب البكالوريوس والماجستير والدكتوراه) الذين يحضرون بنشاط مؤتمرات الكيمياء EuChemS.
في ضوء إعلان الأمم المتحدة السنة الدولية للجدول الدوري للعناصر الكيميائية لعام 2019 ، نشرت EuChemS جدولًا دوريًا يصور قضية وفرة العناصر الكيميائية لزيادة الوعي بالحاجة إلى تطوير قدرات إعادة التدوير الأفضل وإدارة النفايات ، وإيجاد مواد بديلة للعناصر المعرضة لخطر عدم الاستخدام.

## الأعضاء والأعضاء الداعمون
- الجمعية الكيميائية النمساوية
- الجمعية النمساوية للكيمياء التحليلية
- الجمعية الكيميائية الملكية الفلمنكية
- جمعية الوالون الملكية للكيمياء
- اتحاد الكيميائيين في بلغاريا
- الجمعية الكيميائية الكرواتية
- اتحاد Pancyprian للكيميائيين
- الجمعية الكيميائية التشيكية
- الجمعية الكيميائية الدنماركية
- الجمعية الكيميائية الإستونية
- الجمعية الكيميائية الفنلندية
- الجمعية الكيميائية الفرنسية
- الجمعية الكيميائية الألمانية
- جمعية بنسن الألمانية للكيمياء الفيزيائية
- رابطة الكيميائيين اليونانيين
- الجمعية الكيميائية المجرية
- معهد الكيمياء في أيرلندا
- الجمعية الكيميائية الإسرائيلية
- الجمعية الكيميائية الايطالية
- رابطة الكيميائيين اللوكسمبورغ
- جمعية الكيميائيين والتكنولوجيين في مقدونيا
- الجمعية الكيميائية للجبل الأسود
- الجمعية الكيميائية الملكية الهولندية
- الجمعية الكيميائية النرويجية
- الجمعية الكيميائية البولندية
- الجمعية الكيميائية البرتغالية
- الجمعية الكهروكيميائية البرتغالية
- الجمعية الكيميائية الرومانية
- جمعية مندليف الكيميائية الروسية.
- المجلس العلمي الروسي في الكيمياء التحليلية
- الجمعية الكيميائية الصربية.
- الجمعية الكيميائية السلوفاكية.
- الجمعية الكيميائية السلوفينية.
- الجمعية الكيميائية الملكية الاسبانية
- الجمعية الاسبانية للكيمياء التحليلية (SEQA)
- Asociación Nacional de Químicos de España (ANQUE) - ANQUE
- الجمعية الكيميائية الكاتالونية
- الجمعية الكيميائية السويدية
- الجمعية الكيميائية السويسرية
- الجمعية الكيميائية التركية
- الجمعية الملكية للكيمياء

- المعهد الأوروبي للتميز في المواد النانوية (ENMIX)
- الرابطة الأوروبية لشبكة الكيمياء الموضوعية (ECTN)
- معهد فراونهوفر للهندسة البينية والتكنولوجيا الحيوية (IGB)
- الاتحاد الأوروبي للموظفين الإداريين في الصناعات الكيميائية والمتحالفة معها (FECCIA)
- المعهد الأوروبي لبحوث الحفز (ERIC)
- الاتحاد الأوروبي للكيمياء الطبية (EFMC)
- المركز التعاوني الدولي للكيمياء المستدامة (ISC3)
- ChemPubSoc أوروبا
- المجلس الوطني الإيطالي للبحوث (CNR)